# مطموط الكترون
مطموط الكترون (الاسم العلمي: Electron) هو جنس من الطيور يتبع الفصيلة المطموطية من رتبة الشقراقيات.

## أنواع
- مطموط عريض المنقار (الاسم العلمي:Electron platyrhynchum)
- مطموط عارضي المنقار (الاسم العلمي:Electron carinatum)